# Лабутина, Татьяна Леонидовна
Татья́на Леони́довна Лабутина (род. 1946) — советский и российский историк, специалист в области политической истории Англии, английского Просвещения, русско-английских отношений XVI—XVIII веков, методологии истории. Доктор исторических наук, профессор.

## Биография
Окончила с отличием исторический факультет Московского педагогического государственного института (МПГИ) им. В. И. Ленина (1968) и аспирантуру Института всеобщей истории АН СССР (1973), где в 1977 году защитила кандидатскую диссертацию на тему: «Политическая борьба в Англии в период реставрации Стюартов. (1660—1681 гг.)».
С 1973 года — сотрудник Института всеобщей истории АН СССР. В 1996 году защитила докторскую диссертацию «У истоков современной демократии. Политическая мысль английского Просвещения. (1689—1714 гг.)». Профессор (2011). Главный научный сотрудник Института всеобщей истории РАН. Руководитель Центра истории межкультурных коммуникаций стран Запада и Востока.
Читала лекции (1993—2013) в Московском педагогическом государственном университете. Международном Славянском университете, Социально-правовом институте экономической безопасности, Владимирском государственном педагогическом университете, Волгоградском государственном педагогическом университете, Петрозаводском государственном университете, Рязанском государственном университете им. С. А. Есенина, Новгородском государственном университете, Ярославском государственном педагогическом университете им. К. Д. Ушинского.
Член Международного общества по изучению XVIII века, вице-президент Ассоциации британских исследований ИВИ РАН. Кавалер медали княгини Е. Р. Дашковой «За служение Свободе и Просвещению».
Ответственный редактор: коллективной монографии «Свой»/ «Чужой» в кросс-культурных коммуникациях Запада и России", сборников статей: «Проблемы исторического познания» (2008—2016), «Англоведение в современной России» (2019), «Диалог и противостояние Запада и России: История и современность» (2019), «Западный мир и Россия. Взаимодействие и восприятие культур в исторической ретроспективе» (2019). Член редколлегий: серии «Pax Britannica» издательства «Алетейа», журнала «Вестник Владимирского государственного гуманитарного университета».

## Основные работы

### Монографии
- Политическая борьба в Англии в период Реставрации Стюартов. 1660—1681 (1982)
- У истоков современной демократии. Политическая мысль английского Просвещения (1689—1714 гг.) (1994)
- Воспитание и образование англичанки в XVII веке (2001)
- Культура и власть в эпоху Просвещения (2005)
- Английские просветители. Взгляды на воспитание и образование подрастающего поколения. Saarbrucken, LAP LAMBERT Academic Publishing, 2011.
- Англичане в допетровской России (2011)
- Английское Просвещение: Общественно-политическая и педагогическая мысль. (2012; 2-е изд. 2018) (в соавт. с Д. В. Ильиным)
- Британцы в России в XVIII веке (2013)
- Мир английской леди. Воспитание, образование, семья XVII — начало XVIII века. (2016)
- Британские дипломаты и Екатерина II. Диалог и противостояние(2019)
- Британские интеллектуалы эпохи Просвещения: от маркиза Галифакса до Эдмунда Бёрка" (2020) (в соавт. с М. А. Ковалевым)

### Статьи
- Даниель Дефо, автор «Робинзона Крузо». Его общественно-политические взгляды// Новая и новейшая история. 1986, № 1.
- Политическая мысль раннего английского Просвещения//Вопросы истории. 1991, № 9-10.
- От «Сказки бочки» к «Путешествиям Гулливера». Публицистика Свифта//Публицистика эпохи Просвещения. (1996)
- Ранние английские просветители о роли и месте женщин в обществе //Вопросы истории. 1997, № 6.
- Женское образование в стюартовской Англии (1603—1714 гг.) //Новая и новейшая история. 2001, № 2.
- Ранний феминизм в Англии//Вопросы истории. 2001, № 8.
- Восприятие английской культуры в России в эпоху Петра I //Вопросы истории. 2002, № 9.
- Зарождение ксенофобии в российско-британских отношениях в первой четверти XVIII века//Россия — Британия. К 450-летию установления дипломатических отношений и торговых связей. (2003)
- Была ли Екатерина II англофилом? (К вопросу о «вестернизации» политической элиты России) //Вопросы истории. 2003, № 9.
- Английская революция и интеллектуальное развитие общества в середине XVII века //Вопросы истории. 2006, № 4.
- «Несостоявшийся брак». Матримониальные прожекты русских царей в XVI—XVII веках// Диалог со временем. Альманах интеллектуальной истории. Вып. 23. (2008)
- Зарождение англомании и англофильства в России//Вопросы истории. 2008, № 2.
- Женская тема в журналах английских просветителей// Российский научный журнал (2009)
- Английские «рыцари плаща и кинжала» при дворе Екатерины II // Новая и новейшая история. (2019, № 5)
- Английские послы о коррупции политической элиты в екатерининской России" // Новая и Новейшая история (2020)

## Семья
Родители — Тамаев Леонид Михайлович, Анна Михайловна.
Супруг — Лабутин Михаил Александрович. Сын — Михаил.